# Nicola III di Alessandria
Papa Nicola III (XIV secolo – 1398), è stato papa e patriarca greco-ortodosso di Alessandria e di tutta l'Africa tra il 1389 e il 1398.